# Tor (Monforte de Lemos)
Tor (llamada oficialmente San Xoán de Tor) es una parroquia y una aldea española del municipio de Monforte de Lemos, en la provincia de Lugo, Galicia.

## Límites
Limita al norte con Ousende, al este con Fiolleda y Baamorto, al sur con San Julián de Tor y al oeste con Tuiriz.

## Organización territorial
La parroquia está formada por siete entidades de población, constando cuatro de ellas en el nomenclátor del Instituto Nacional de Estadística español:
- A Eirexe
- A Rañada
- Campo (O Campo)
- Carrouba
- Freiria
- Tor
- Vilanova

## Demografía

### Parroquia
| Gráfica de evolución demográfica de Tor (parroquia) entre 2000 y 2020 |
|                                                                       |
| Datos según el nomenclátor publicado por el INE.                      |

### Aldea
| Gráfica de evolución demográfica de Tor (aldea) entre 2000 y 2020 |
|                                                                   |
| Datos según el nomenclátor publicado por el INE.                  |

## Patrimonio
- Pazo de Tor, del siglo XVIII.